# Ваґо
Ваґо (和語) — це власне японські слова, успадковані від старояпонської мови. Ваґо, канґо (漢語 «ханське слово») та ґайрайґо (外来語 «запозичене слово») є основними джерелами японської лексики. Іншою назвою ваґо є ямато котоба (大和言葉 «слова Ямато»).
Саме слово «ямато котоба» складається з питомо японських слів, тоді як його синонім «ваґо» складається із запозичених китайських — канґо. 
Ямато котоба становлять найдавнішу частину словникового складу японської мови і стосуються переважно загальновживаних та спеціальних значень.

## Лексикологія
Подібно до власне української лексики, ямато котоба складають базисну частину японського лексикону. Запозичену лексику використовують для технічних термінів (зокрема канґо) або зі стилістичною метою (переважно ґайрайґо), тоді як більшість слів, які вживаються щодня, належать до ямато котоба.
Як і у випадку синонімії слів «ямато котоба» і «ваґо», для понять може існувати декілька синонімів різних походжень, зазвичай із різницею у використанні. Загалом, канґо є більш офіційним та часто строгим у написанні, тоді як ямато котоба є більш повсякденним. Тим не менш, обидва типи є поширеними що на письмі, що в усному мовленні.
Японські прізвища загалом складаються із ямато котоба: 山下 (яма-шіта, гора-низ), 大岡 (оо-ока, великий-пагорб),  小林 (ко-баяші, маленький-гай). Власні імена можуть містити слова різних походжень.

## Фонологія
Ямато котоба зазвичай є багатоскладовими (часто складаються з трьох чи більше складів) та наслідують схему CV (приголосний-голосний, CVCVCV) старояпонської. На противагу, канґо переважно складаються з одного чи двох складів і мають кінцеві приголосні, йоон та подовжені голосні.

## Граматика
Ямато котоба відрізняється граматичними формами від запозичених. Запозичені слова є іменниками, з яких можна утворити дієслова додаванням -суру (~する, робити) або означення додаванням ~な -на або ~の -но, однак вони не можуть стати звичайними японськими дієсловами на う у або る ру та прикметниками із закінченням на い і, адже це закритий клас (трапляються винятки, як у випадках з дієсловом сабору (サボる, «саботувати») або ґуґуру (ググる, «ґуґлити»)). 
Японські граматичні слова, зокрема частки, також належать до ямато котоба.
Японська мова має значну кількість складених дієслів, як наприклад, 待ち合わせす(мачі-авасеру, зустрічатися, від 待つ + 合わせる), що формується від питомої лексики. Однак в іменниках власне японські слова можуть поєднуватися із запозиченими китайськими (а іноді й з сучасними європейськими запозиченнями).

## Числівники
Японці здебільшого вживають китайські числівники. Власне японські числівники використовуються для рахування кількості предметів до 10, на позначення окремих днів в календарі, з іншими японськими лічильними словами та у винятках, серед яких: 20 років (二十歳, хатачі), 20-й день місяця (二十日, хацука), овочевий магазин (八百屋, яоя, дослівно «800 магазин»), останній день року (大晦日, оомісока, дослівно «великий 30-й день»).
| Арабські числа | Канджі | Канґо                | Ваґо                          |
| 1              | 一     | ічі / いち           | хіто(цу) / ひと・つ           |
| 2              | 二     | ні / に              | фута(цу) / ふた・つ           |
| 3              | 三     | сан / さん           | мі(тцу) / みっ・つ            |
| 4              | 四     | ші / し              | йон, йот(цу) / よん、よっ・つ |
| 5              | 五     | ґо / ご              | іцу(цу) / いつ・つ            |
| 6              | 六     | року / ろく          | мут(цу) / むっ・つ            |
| 7              | 七     | шічі / しち          | нана(цу) / なな・つ           |
| 8              | 八     | хачі / はち          | ят(цу) / やっ・つ             |
| 9              | 九     | ку, кюю / く, きゅう | коконо(цу) / ここの・つ       |
| 10             | 十     | джюю / じゅう        | тоо / とお                    |
| 20             | 二十   | ні-джюю / にじゅう   | хата / はた                   |

## Письмо
Ямато котоба переважно записується сполученням хіраґани та канджі. Граматичні слова пишуться хіраґаною (іноді трапляються традиційні канджі, що сьогодні рідко використовують), як наприклад, закінчення дієслів та прикметників — окуріґана. Повнозначні слова (іменники, корені дієслів та прикметники) зазвичай пишуться канджі з читанням кунйомі, при цьому зміст ієрогліфа відповідає значенню слова. Однак деякі слова можуть записуватись і хіраґаною, зокрема у випадках, коли канджі не є поширеним. Деякі ямато котоба записуються непов'язаними за змістом канджі (використовуються лише через звучання) — таке явище відоме як атеджі (当て字). Також є слова, в яких канджі має відповідне значення, але нетипове для нього звучання — слова джюкуджікун (熟字訓).
Катаканою для запису ямата котоба зазвичай не послуговуються, але її можуть іноді використовувати з метою підсилення (зокрема в міметичних словах) або увиразнення слова, коли його вимовлятимуть.